# Pterolophia subaffinis
Pterolophia subaffinis är en skalbaggsart som beskrevs av Stefan von Breuning 1962. Pterolophia subaffinis ingår i släktet Pterolophia och familjen långhorningar.
Artens utbredningsområde är Laos. Inga underarter finns listade i Catalogue of Life.